# Nura
Nura, známá také pod jmény Keregetas, Karašoky, Pajgoža nebo Bajgoža (rusky Нура, Керегетас, Карашокы, Пайгожа nebo Байгожа) je řeka v Karagandské a Akmolské oblasti v Kazachstánu. Je 978 km dlouhá. Povodí má rozlohu 60 800 km².

## Průběh toku
Protéká Kazašskou pahorkatinou protéká jezerem Kurgaldžin a ústí do bezodtokého jezera Tengiz. U vesnice Kunges odtéká při vysokých stavech vody část vody z Nury přes průtoky Sarkrama, Kozgoš a Muchor do řeky Išim.

## Vodní stav
Zdroj vody je převážně sněhový. Průměrný roční průtok vody 369 km od ústí je 19,5 m³/s. V létě na horním toku vysychá, v zimě zamrzá. Na dolním toku je v létě voda mírně slaná. Zamrzá na začátku listopadu a rozmrzá v dubnu.

## Využití
Na řece byly postaveny přehradní nádrže. Samarkandská slouží k zásobování vodou pro Karagandu a Temirtau a Samarská na limanové zavlažování.